# Omeiazii
Omeiazii (în arabă: بَنُو أُمَيَّةَ Banū Umayya, în traducere literală:Fiii lui Umayya, sau الأمويون - Al Umawiyyun) au fost o dinastie sau familie domnitoare arabă care a guvernat Califatul Omeiad cu baza în Siria în anii 661-750 și Emiratul, mai târziu Califatul Cordobei în 756-1031.
În perioada preislamică, Omeiazii au fost un clan însemnat din tribul Quraish din Mecca, urmași ai lui Umayya ibn Abu Shams.După o împotrivire acerbă față de profetul Islamului, Mohamed, Omeiazii au aderat la islam înainte de moartea acestuia în 632.Uthman sau Osman, unul din tovarășii de început ai lui Mohamed din rândurile clanului Omeiazilor, a devenit al treilea Calif „bine călăuzit” sau Rashidic, domnind asupra imperiului islamic arab în anii 656-661. Alți membri ai familiei au deținut în acest timp  funcții de guvernatori în administratia Califatului.
Unul din acești guvernatori, Muawiya din Siria, s-a împotrivit califului Ali in Primul Război Civil Islamic (Prima Fitna) (656-661) și a fondat Califatul Omeiad sau al Omeiazilor cu capitala la Damasc. Aceasta a reprezentat începutul domniei Dinastiei Omeiade, cea dintâi dinastie ereditară din istoria lumii musulmane și singura care și-a întins dominatia asupra intregii lumi musulmane din acea vreme.
Autoritatea califilor Omeiazi s-a aflat în criză în cursul celui de-al Doilea Război Civil Islamic (A Doua Fitna), când ramura Sufianidă a Omeiazilor a fost în 684 înlocuită pe tron de Marwan I, întemeietorul ramurii Marwanide a califilor Omeiazi, care a restaurat stăpânirea dinastiei în califat.
Cuceririle de început ale adepților Islamului s-a lărgit până la întinderea maximală sub dinastia Omeiazilor. Aceasta a cucerit Magrebul, Hispania, a ocupat Transoxiana în Asia Centrală, Sindul si regiuni din asa numitul Turkestan chinez.
Starea de război constantă a istovit resursele statului, în paralel cu slabirea provocată din interiorul imperiului de revoltele Alidă și Kharidjită și de rivalitățile tribale (Qais, Yaman). În cele din urmă familia Abbasizilor l-a detronat pe califul Marwan al II-lea și i-a masacrat cea mai mare parte din familie. Unul din supraviețuitori, Abd ar-Rahman I, nepotul califului Hisham ibn Abd al-Malik, s-a refugiat în Spania musulmană, unde a întemeiat Emiratul Cordobei, pe care un urmas al sau, Abd ar-Rahman al III-lea l-a transformat în califat în 929. 
Sub Omeiazi, Al-Andalus a devenit un focar al științei, medicinii, filozofiei și invențiilor într-unul din capitolele cele mai însemnate ale asa numitei Epoci de Aur a Islamului.
Califatul de la Cordoba s-a destrămat, în cele din urmă, divizându-se în 1031 în mai multe regate Taifa independente, ceea ce a marcat sfârșitul politic al dinastiei Omeiade.